# Thierry Elissalde
Thierry Elissalde (Bayonne, 5 april 1969) is een Frans voormalig beroepswielrenner. Hij reed twee seizoenen voor Euskadi maar behaalde zijn grootste overwinning als amateur: het Circuito Montañés, in 1993.
Hoewel Elissalde een Fransman is werd hij toch toegelaten tot Euskadi, die enkel Baskische renners accepteert. Elissalde is echter afkomstig uit Frans-Baskenland en mocht daarom toch voor de ploeg uitkomen.

## Belangrijkste overwinningen
1993
- Circuito Montañés

## Grote rondes
Geen